# 니키타 쿠체로프
니키타 이고레비치 쿠체로프(러시아어: Ники́та Игоревич Ку́черов, 1993년 6월 17일~)는 러시아의 아이스하키 선수로 포지션은 라이트윙이다. 현재 내셔널 하키 리그(NHL)의 탬파베이 라이트닝의 부주장으로 활동하고 있다. 그는 2020년대 세계 최고의 아이스하키 선수 중 한 명으로 간주되며 2019년에 NHL 정규 시즌 최우수 선수에게 수여되는 하트 메모리얼 트로피, 리그 득점왕에게 수여되는 아트 로스 트로피, NHL 선수들이 뽑은 최고의 선수에게 수여되는 테드 린지 상을 수상했다. 그는 2024년에 두 번째 아트 로스 트로피를, 2025년에 세 번째 아트 로스 트로피를 획득했으며, 두 해 모두 하트 트로피와 테드 린지 상 최종 후보에 두 번째로 올랐고, 2025년에는 테드 린지 상을 수상했다.
쿠체로프는 러시아 아이스하키 국가대표팀의 일원으로 세계 선수권 대회에 2회 참가하여 동메달 2개를 획득했다.